# Мартін Теодор
Теодор Марті́н (3 лютого 1909) — румунський вчений в галузі виноградарства. Доктор сільськогосподарських наук з 1985 року, професор, член Академії сільського і лісового господарства СРР, лауреат премії Міжнародної органіхації виноградарства і виноробства за 1960 рік.

## Біографія
Народився 3 лютого 1909 року. З 1948 року на науковій і педагогічній роботі в Бухарестському університеті і Бухарестському агрономічному інституті.

## Наукова діяльність
Дослідження вченого в області морозостійкості і визрівання підщепних сортів винограду, впливу карбування на якість ягід, обміну речовин і взаємодії між підщепою і привоєм, залежності врожаю від щільності виноградних насаджень, розробки теоретичних основ обрізки винограду. Взяв участь в підборі земель для закладки виноградників, в розміщенні комплексів з вирощування посадкового матеріалу. Вніс вклад в підготовку фахівців вищої кваліфікації для виноградарства Румунії. Автор понад 250 наукових робіт. Серед праць:
- Cultura soiurilor de struguri pentru masa. — București, 1964;
- Viticultura. — Ed. — 2-a. — Bucuresti, 1968;
- Creșterea potentialului de productie a viilor imbatrinite și accidentate. — Bucuresti, 1971;
- Cultura neprotejata a vitei de vie. — Bucuresti, 1978.